# Microcrambus grisetinctellus
Microcrambus grisetinctellus là một loài bướm đêm trong họ Crambidae.